# Arthur Woltersdorff
Arthur Woltersdorff (* 1. September 1817 in Königsberg i. Pr.; † 16. Dezember 1878 in Berlin) war ein deutscher Jurist und Theaterleiter. Über mehr als drei Jahrzehnte prägte er das Königsberger Theaterleben.

## Wirken
Woltersdorff war von 1844 bis 1876 Direktor des Stadttheaters Königsberg. Er führte häufig Stücke von Königsbergern auf, Schauspiele von Felix Dahn und Ernst Wichert und Opern von Eduard Sobolewski, August Pabst und Gustav Dullo auf. Er zog auch junge Kräfte wie Adolf von Sonnenthal heran. Bei der 600-Jahr-Feier Königsbergs und der Krönung von Wilhelm I. in Königsberg (1861) brachte er beachtliche Aufführungen zustande. Das von ihm aufgebaute Ensemble hatte einen guten Ruf und gastierte deshalb 1851 und 1853 in Berlin vor Friedrich Wilhelm IV. Für seinen Auftritt im  Königlichen Opernhaus Unter den Linden erhielt er den Ehrentitel eines kgl. Kommissionsrates. Später wurde er noch Geheimrat. 1858/1859 leitete er auch das  Kroll’sche Theater, von 1864 bis 1874 das Woltersdorff-Theater vor dem Oranienburger Tor. Rudolf von Gottschall, 1847/1848 Dramaturg bei Woltersdorff, schreibt:

„Woltersdorff hatte das Königsberger Theater, das er unter den schwierigsten Umständen übernommen, in die Höhe gebracht; das Jahr 1847 besonders war ein gutes, durch erfolgreiche Novitäten ausgezeichnetes Theaterjahr. Auch 1848 ließ sich anfangs gut an; da kam die Februarrevolution in Paris, und seitdem erreichte die politische Spannung und Erhitzung in Königsberg einen Höhepunkt, der das Interesse am Theater erlahmen ließ, ja, wenn wichtige Nachrichten eintrafen, dann wurden sie von der Bühne herab verkündigt. Ich selbst, Regisseur Wolff, auch Albert Dulk, […] wir alle erschienen hinter den Prosceniumslampen, um den Enthusiasmus des Publikums nicht durch künstlerische Leistungen, sondern durch eine neue Kunde vom Welttheater einzuheimsen. – Das Theater siechte dahin, Woltersdorff seufzte und ließ es gern geschehen, daß von der Bühne herab die erwähnten Mittheilungen und Pronunciamentos stattfanden, mit denen er persönlich nicht im Geringsten sympathisirte; doch der Kunsttempel hätte ja seine Pforten schließen müssen, wenn die Bühne ohne jede Berührung mit den Tagesereignissen geblieben wäre.“

Da er für die Aktiengesellschaft des Theaters hohe Pachtbeträge aufbringen musste, war er in erster Linie Theaterpraktiker und Kaufmann. Seine Knauserigkeit war in der Theaterwelt bekannt und wurde im ganzen Reich bespöttelt.

## Werke
- Theatralisches. Berlin 1856.